# كونستانس ديما
كونستانس ديما (بالإنجليزية: Constance Dima)‏ (18 أغسطس 1948)؛ كاتِبة، مترجمة وشاعرة يونانية.